# Myrcia paganii
Myrcia paganii là một loài thực vật thuộc họ Myrtaceae. Đây là loài đặc hữu của Puerto Rico.